# Astrid Wagner
Astrid Wagner (* 13. Mai 1963 in Fürstenfeld, Steiermark) ist eine österreichische Rechtsanwältin, Strafverteidigerin und Autorin.

## Werdegang
Im Alter von einem Jahr kam sie, bedingt durch den Beruf ihres Vaters, nach Paris. Ihre Kindheit und Jugend verbrachte sie in Frankreich (Le Vésinet bei Paris) und Österreich (Wien, Mödling, Fürstenfeld).
Nach der Matura ging sie mit 19 Jahren nach Graz, um an der Karl-Franzens-Universität das Studium der Rechtswissenschaften und der Dolmetscherausbildung (Französisch und Italienisch) aufzunehmen. 1989 reichte sie ihre Diplomarbeit mit dem Titel Das befristete Arbeitsverhältnis ein und erhielt 1990 den akademischen Grad Mag. iur.
Nach ihrer Sponsion war sie in Graz als Rechtspraktikantin am Landesgericht für Straf- und Zivilrechtssachen sowie am Konkursgericht tätig. In dieser Zeit wurde sie als Kandidatin für den steirischen Landtag nominiert. Von 1992 bis 1997 war Wagner als Juristin bei der Landesorganisation Steiermark der Mietervereinigung Österreichs, wobei sie 1993 zur Landesvorsitzenden dieser Organisation ernannt wurde. Anfang der 1990er Jahre verarbeitete sie den Prozess um Jack Unterweger juristisch und kriminologisch in einem Buch.
1997 verließ Wagner die Mietervereinigung Österreichs und ging nach Wien, um Rechtsanwältin zu werden. Sie war in zwei Rechtsanwaltskanzleien, mit den Schwerpunkten Miet- und Wohnrecht, Ehe- und Familienrecht, Sozialversicherungsrecht, Fremdenrecht und Vertragsrecht tätig, ehe sie im April 2000 selbst die Anwaltsprüfung ablegte. Ein Jahr später eröffnete sie ihre eigene Anwaltskanzlei in der Himmelpfortgasse.
2006 reichte sie an der Universität Wien ihre Dissertation mit dem Titel Das Geschworenengericht: eine rechtsvergleichende Analyse ein, in der sie sich kritisch mit dem österreichischen System der Gerichtsbarkeit mit Geschworenen auseinandersetzte, und erhielt den akademischen Grad Dr. iur.
2014 rief Wagner zusammen mit dem freien SPÖ-Mitarbeiter und Tierschützer Günter Pfurtscheller die Bürgerinitiative Mehr Rechte für Tiere ins Leben.
Auf Basis von Interviews verfasste Wagner 2023 mit dem Titel Die Abgründe des Josef F. eine Biografie von Josef Fritzl, den sie auch vor Gericht vertreten hatte. Das Werk wurde im Selbstverlag veröffentlicht.
Im Jahr 2024 kandidierte Wagner auf der »Liste Gaza – Stimmen gegen den Völkermord« bei der Nationalratswahl.

## Veröffentlichungen
- Mörder, Dichter, Frauenheld – Der Fall Jack Unterweger, Militzke Verlag, Leipzig 2001, ISBN 978-3-86189-617-3.
- Geschworenenprozesse (gemeinsam mit Katharina Rueprecht), Wien (Neuer Wissenschaftlicher Verlag NWV, Neue Juristische Monografien Band 46) 2008, ISBN 978-3-7083-0499-1.
- Unfassbar. Seifert Verlag, Wien 2013, ISBN 978-3-902924-18-6.
- Verblendet. Die wahre Geschichte der Anwältin, die sich in den Mörder Jack Unterweger verliebte. Seifert Verlag, Wien 2014, ISBN 978-3-902924-50-6.
- Kannibalenzeit – Der Fall Jack Unterweger. Seifert Verlag / Preiskop Verlag, Wien 2014 / Graz 1995, ISBN 978-3-902924-22-3.
- Rosen & Kriege. Scheidungskriege und Familiendramen. Seifert Verlag, Wien 2015, ISBN 978-3-902924-46-9.
- Aug in Aug mit dem Bösen. Seifert Verlag, Wien 2017, ISBN 978-3-902924-60-5.
- Sie töteten, die sie liebten. Seifert Verlag, Wien 2019, ISBN 978-3902924964[10]
- Als Herausgeberin: Ich habe wie eine Ratte gelebt. Das Prozesstagebuch von Jack Unterweger. Seifert Verlag, Wien 2019, ISBN 978-3-902924-93-3.
- Die Abgründe des Josef F., Selbstverlag, 2023, ISBN 9798386703677